# Parencoelia kalmiae
Parencoelia kalmiae är en svampart som först beskrevs av Peck, och fick sitt nu gällande namn av W.Y. Zhuang 1990. Parencoelia kalmiae ingår i släktet Parencoelia och familjen Helotiaceae.   Inga underarter finns listade i Catalogue of Life.